# Resseliella liriodendri
Resseliella liriodendri är en tvåvingeart som först beskrevs av Osten Sacken 1862.  Resseliella liriodendri ingår i släktet Resseliella och familjen gallmyggor. Inga underarter finns listade i Catalogue of Life.